# 東海大橋 (木曽川・長良川)
東海大橋（とうかいおおはし）は、愛知県愛西市と岐阜県海津市の木曽川、長良川に架かる愛知県道・岐阜県道8号津島南濃線のワーレントラス橋である。
木曽川と長良川を跨ぐ。木曽川と長良川の境は締切堤になっている。
かつては日本道路公団が管理する有料道路であった。無料開放後、料金所があった場所が広くなっている。

## 概要
- 供用： 1969年（昭和44年）4月19日
- 延長： 1,228.0m

木曽川 802.2m
長良川 425.8m
- 幅員： 7.0m
- 形式： 下路平行弦ワーレントラス
- 径間： 20連（木曽川：13連、長良川：7連）
- 区間： 愛知県愛西市給父町 - 岐阜県海津市海津町秋江

## 歴史

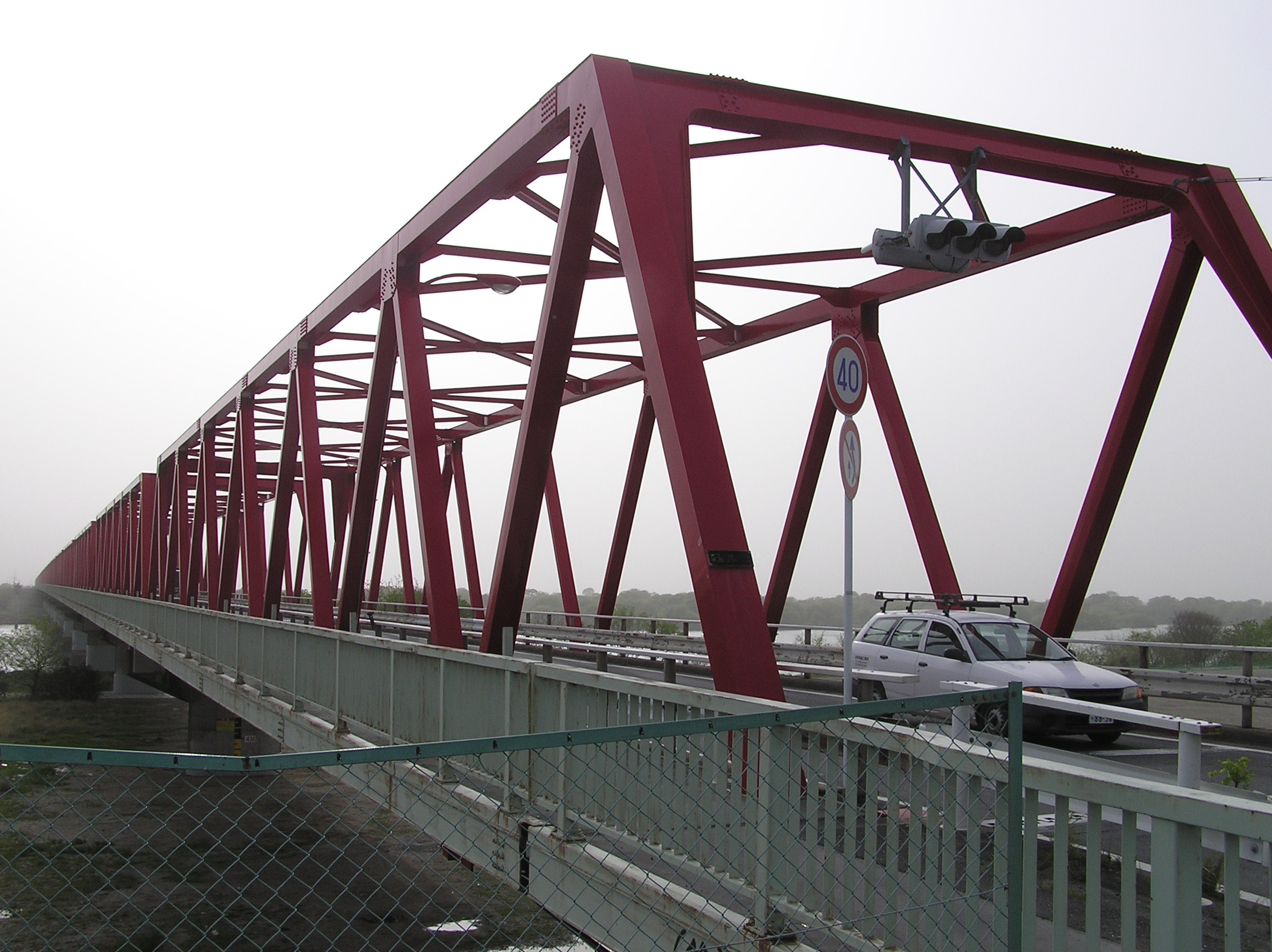
愛知県側より撮影

- 1969年（昭和44年）4月19日：有料道路として開通した（普通250円、小型（5ナンバー）150円など）。
- 1987年（昭和62年）9月15日：無料化。

## その他
海津市側の橋詰で、岐阜県道・三重県道23号北方多度線（堤防道路）と交差し、接続する。